# Paul Gray (calciatore)
Robert Paul Gray (Portsmouth, 28 gennaio 1970) è un ex calciatore nordirlandese, di ruolo attaccante.

## Carriera

### Club
Dopo aver giocato nelle giovanili dei nordirlandesi del Bangor nella stagione 1985-1986 esordisce in prima squadra, per poi trasferirsi nella prima divisione inglese al Luton Town. Rimane nella rosa degli Hatters per cinque stagioni consecutive, tutte nella prima divisione inglese, vincendo anche una Coppa di Lega, ma di fatto tutte e 7 le presenze da lui ottenute in incontri di campionato arrivano durante la stagione 1989-1990, nella quale realizza una rete. Si trasferisce quindi al Wigan, club con il quale durante la stagione 1991-1992 gioca 5 partite senza mai segnare nella terza divisione inglese, per poi tornare a giocare in Irlanda del Nord prima nuovamente al Bangor (con cui nella stagione 1992-1993 vince una Irish Cup ed una Irish Football League Cup e nel 1993 un IFA Charity Shield) e poi agli Ards fino al ritiro, avvenuto nel 1997.

### Nazionale
Ha giocato nella nazionale nordirlandese Under-21.

## Palmarès

### Club

#### Competizioni nazionali
- Coppa di Lega inglese: 1

Luton Town: 1987-1988
- Irish Cup: 1

Bangor: 1992-1993
- Irish Football League Cup: 1

Bangor: 1992-1993
- IFA Charity Shield: 1

Bangor: 1993